# Nemanice
Nemanice (en allemand : Wassersuppen) est une commune du district de Domažlice, dans la région de Plzeň, en République tchèque. Sa population s'élevait à 259 habitants en 2017.

## Géographie
Nemanice se trouve près de la frontière allemande, à 16 km à l'ouest de Domažlice, à 58 km au sud-ouest de Plzeň et à 143 km à l'ouest-sud-ouest de Prague.
La commune est limitée par Rybník, Poběžovice et Mnichov au nord, par Postřekov à l'est, par Klenčí pod Čerchovem et Česká Kubice au sud, et par l'Allemagne à l'ouest.

## Histoire
La première mention écrite de la localité date de 1591.

## Administration
La commune se compose de sept quartiers :
- Lísková
- Nemanice
- Nemaničky
- Nová Huť
- Novosedelské Hutě
- Novosedly
- Stará Huť